# Messerschmitt
|  | Denne artikel omhandler den tyske flyproducent. For politikeren, se Messerschmidt. |
Messerschmitt var en tysk flyproducent, særlig kendt for deres kampfly under 2. verdenskrig, som Bf 109, Me 210 og Me 262. Firmaet blev stiftet i 1938 af flykonstruktøren Willy Messerschmitt.
Firmaet overlevede efterkrigstiden og gennemgik en del fusioner og hed i en overgang Messerschmitt-Bülkow-Blohm indtil de i 1989 blev købt af DASA, som siden er blevet en del af EADS.
Efter 2. verdenskrig producerede fabrikken også kabinescootere.
Mest kendte flytyper fra 2. verdenskrig er:
- Messerschmitt Bf 108 Taifun – 1-motors, 4-sædet almenfly
- Messerschmitt Bf 109 – 1-motors, 1-sædet jagerfly
- Messerschmitt Bf 110 – 2-motors, 2-sædet jager/jagerbomber
- Messerschmitt Me 163 Komet – 1-motors, 1-sædet raketjager
- Messerschmitt Bf 210 – 2-motors, 2-sædet jagerfly
- Messerschmitt Me 262 Schwalbe – 2-motors, 1-sædet jetjager
- Messerschmitt Me 262 Sturmvogel – 2-motors, 1-sædet jetdreven jagerbomber
- Messerschmitt Me 264 – Amerikabomber – 4-motors, 6-sædet bombefly (kun to prototyper)
- Messerschmitt Me 321 Gigant – 0-motors, 30 tons svævetransportfly
- Messerschmitt Me 323 Gigant – 6-motors, 43 tons transportfly (Me 321 med franske motorer)
- Messerschmitt Me 410 Hornisse (hveps) – 2-motors, 2-sædet jagerfly

- Wikimedia Commons har flere filer relateret til Messerschmitt

| Tyskland | Spire Denne artikel om et firma eller en virksomhed i Tyskland er en spire som bør udbygges. Du er velkommen til at hjælpe Wikipedia ved at udvide den. |